# Élections municipales partielles françaises de 2003
Douze élections municipales partielles ont lieu en 2003 en France.

## Élections

### Noisy-le-Sec(Seine-Saint-Denis)
Les 12 et 19 janvier : Nicole Rivoire, candidate UDF, remporte les élections municipales partielles organisées à Noisy-le-Sec, Seine-Saint-Denis, face à la liste du maire sortant Jean-Louis Mons (PCF).
Ces élections font suite à l'annulation des élections municipales de mars 2001, par un arrêt du conseil d'État en date du 18 octobre 2002.

### La Roquette-sur-Siagne(Alpes-Maritimes)
- Maire sortante : Catherine Giacomini (Cap21)
- Maire élu : Victor Daon (UMP)

- Contexte : Démission de la maire sortante.

| Tête de liste                                       | Tête de liste      | Liste          | Premier tour | Premier tour | Second tour | Second tour | Sièges | Sièges |
| Tête de liste                                       | Tête de liste      | Liste          | Voix         | %            | Voix        | %           | CM     |        |
| --------------------------------------------------- | ------------------ | -------------- | ------------ | ------------ | ----------- | ----------- | ------ | ------ |
|                                                     | Victor Daon        | UMP            | 919          | 48,70        | 1 000       | 51,28       | 21     |        |
| Reconstruire La Roquette                            |                    |                | 919          | 48,70        | 1 000       | 51,28       | 21     |        |
|                                                     | Stanislas Koziello | UMP            | 427          | 22,63        | 459         | 23,54       | 3      |        |
| Une mairie autrement                                |                    |                | 427          | 22,63        | 459         | 23,54       | 3      |        |
|                                                     | Philippe Servas    | DVD            | 296          | 15,68        | 269         | 13,70       | 2      |        |
| La Roquette pour tous                               |                    |                | 296          | 15,68        | 269         | 13,70       | 2      |        |
|                                                     | Jérome Mayet       | DVG            | 245          | 12,98        | 222         | 11,38       | 1      |        |
| La Roquette citoyenne pour une alternative à gauche |                    |                | 245          | 12,98        | 222         | 11,38       | 1      |        |
|                                                     |                    |                |              |              |             |             |        |        |
| Inscrits                                            | Inscrits           | Inscrits       | 3 099        | 100,00       | 3 099       | 100,00      |        |        |
| Abstentions                                         | Abstentions        | Abstentions    | 1 123        | 36,24        | 1 103       | 35,59       |        |        |
| Votants                                             | Votants            | Votants        | 1 976        | 63,76        | 1 996       | 64,41       |        |        |
| Blancs et nuls                                      | Blancs et nuls     | Blancs et nuls | 89           | 4,50         | 46          | 2,30        |        |        |
| Exprimés                                            | Exprimés           | Exprimés       | 1 887        | 95,50        | 1 950       | 97,69       |        |        |

### Saint-Berthevin(Mayenne)
- Maire sortant : Bernard Gastineau (DVD)
- Maire élu : Yannick Borde (DVD)

- Contexte : Démission de plus d'un tiers des membres du conseil municipal.

|                                          | Yannick Borde  | DVD-UMP        | 1 605 | 51,13  | 22 |  |  |  |
| Construire l'avenir ensemble             |                |                | 1 605 | 51,13  | 22 |  |  |  |
|                                          | Alain Viot     | DVG            | 1 534 | 48,87  | 7  |  |  |  |
| Agir et vivre ensemble à Saint-Berthevin |                |                | 1 534 | 48,87  | 7  |  |  |  |
|                                          |                |                |       |        |    |  |  |  |
| Inscrits                                 | Inscrits       | Inscrits       | 5 369 | 100,00 |    |  |  |  |
| Abstentions                              | Abstentions    | Abstentions    | 1 868 | 34,79  |    |  |  |  |
| Votants                                  | Votants        | Votants        | 3 501 | 65,21  |    |  |  |  |
| Blancs et nuls                           | Blancs et nuls | Blancs et nuls | 362   | 10,34  |    |  |  |  |
| Exprimés                                 | Exprimés       | Exprimés       | 3 139 | 89,66  |    |  |  |  |